# 엔리코 알베르토시
엔리코 "리키" 알베르토시(이탈리아어: Enrico "Ricky" Albertosi enˈriːko ˈriːki alberˈtoːzi, -oːsi[*], 1939년 11월 2일, 토스카나 주 폰트레몰리 ~)는 이탈리아의 전직 축구 선수로, 현역 시절 골키퍼로 활약했다. 이탈리아 역대 최고 골키퍼 후보로 거론되는 알베르토시는 피오렌티나, 칼리아리, 그리고 밀란에서 우승을 거두는 등 승승장구했고, 엘피디엔세에서 은퇴했다. 그는 이탈리아 국가대표팀 일원으로 1966년과 1970년 월드컵에 참가해 이탈리아를 후자의 대회에서 결승에 올려놓았고, 1962년과 1974년 월드컵에도 후보로 참가했다. 이탈리아는 유로 1968을 우승한 선수단에 이름을 올리기도 했다.

## 클럽 경력
폰트레몰리 출신인 그는 유년 시절에 스페치아의 유소년부를 졸업해 1959년 1월 18일에 불과 18세의 나이로 피오렌티나의 수문장으로 신고식을 치렀고, 로마를 상대로 한 이 경기는 0-0 무승부로 끝났다. 현역 처음 5년 동안 토스카나 연고 구단에서 줄리아노 사르티와의 치열한 주전 경쟁을 벌인 그는 주로 후보 수문장이었다. 알베르토시는 피오렌티나 일원으로 1968년까지 활약하며 1966년에 미트로파컵을, 1961년에는 유러피언 컵 위너스 컵 초대 우승을 거두었으며, 1961년과 1966년에는 2차례 코파 이탈리아를 들어올렸다. 이후, 그는 루이지 리바의 칼리아리로 둥지를 옮겼는데, 당시 구단의 전설적인 시기로 그의 사르데냐 연고 구단 2년차인 1969-70 시즌에는 소속 구단의 처음이자 마지막 작은 방패를 땄는데, 16개 구단이 리그에 참가하던 당시 역대 한 시즌 최소 실점인 16실점만을 허용했다. 그는 이후 1974년에 밀란으로 이적해 6년을 몸담으며, 1978-79 시즌에 다시 세리에 A 우승으로 전국을 평정했고, 1976-77 시즌에는 코파 이탈리아도 들어올렸다. 밀란의 경기에 233번 출전한 그는 크리스티안 아비아티(380경기), 세바스티아노 로시(330 경기), 지다(302경기), 그리고 로렌초 부폰(300경기)에 이어 밀란의 역대 최다 출전 5위의 골키퍼다.

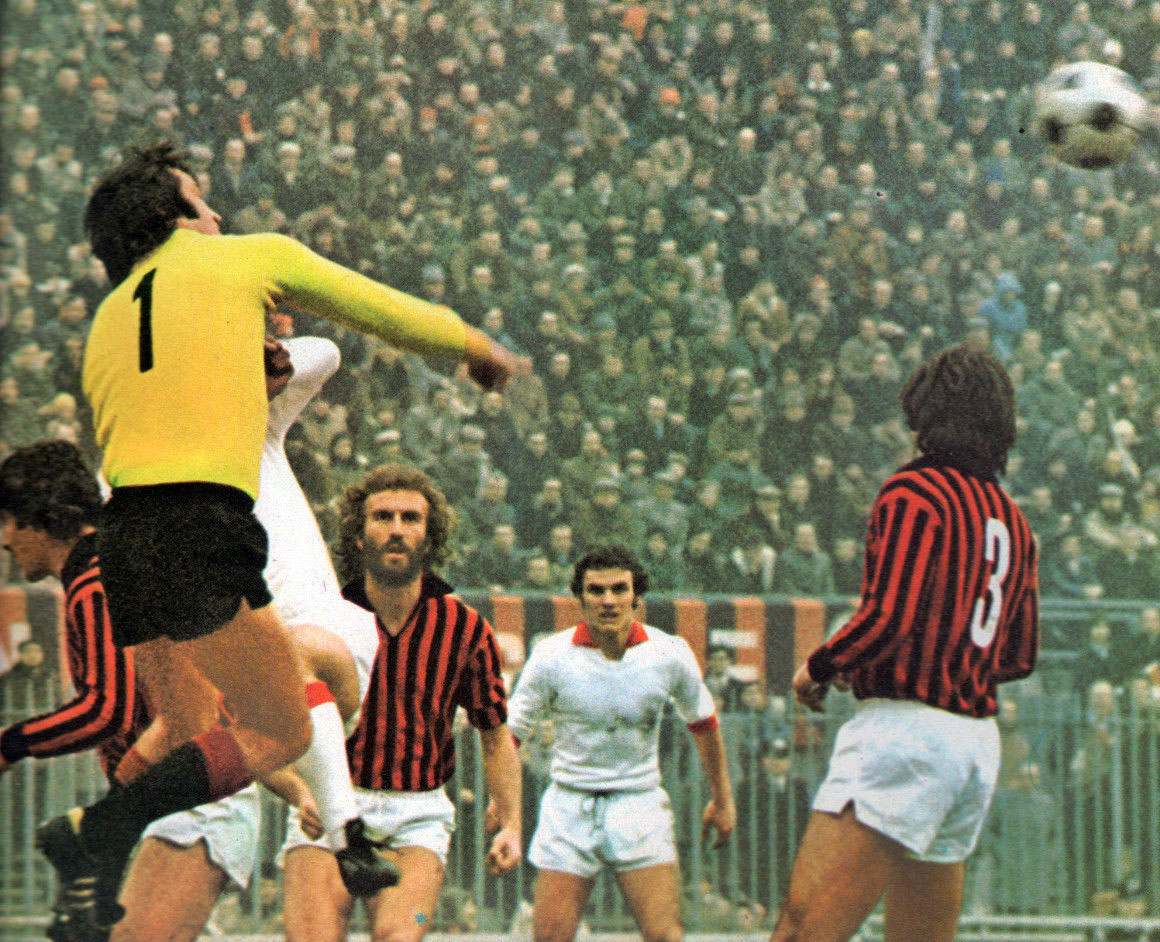
1974-75 시즌에 산 시로에서 활약하는 밀란의 알베르토시(등번호 1번).

알베르토시는 이탈리아의 1980년 "토토네로" 도박 스캔들에 연루되어, 활동이 2년 정지되었다. 이탈리아가 스페인에서 1982년 월드컵을 우승한 후, 이탈리아 축구 연맹은 그를 다시 발탁할 수 있도록 징계를 해제했다. 그는 1984년에 세리에 C2의 엘피디엔세 소속으로 44세가 될 때까지 뛰고 은퇴했다. 세리에 A 경기에 532번 출전한 알베르토시는 세리에 A 역대 최다 출전 10위를 세우고 있다.

## 국가대표팀 경력
알베르토시는 1961년 9월 15일, 조반니 페라리 감독의 임기에 피렌체에서 4-1로 이긴 아르헨티나와의 친선경기에서 이탈리아 국가대표팀 신고식을 치렀다. 그의 첫 국가대표팀 공식 경기는 1972년 6월에 열렸고, 이탈리아는 소피아 원정에서 불가리아와 1-1로 비겼다.
에드몬도 파브리 감독의 지휘 하에 알베르토시는 이탈리아 선수단의 주전으로 도약했다. 그는 이탈리아 국가대표팀 일원으로 1966년 잉글랜드 월드컵에서 이탈리아 선수단 일원으로 참가했지만, 조별 리그에서 충격적인 탈락의 고배를 마셨다. 알베르토시는 1970년 월드컵이 열린 멕시코에서도 칼리아리 소속으로 한 훌륭하고 꾸준한 활약을 바탕으로 다시 수문장을 맡았다. 그는 이 대회에서 이탈리아의 모든 경기에 출전했고, "세기의 경기"로 회자되는 이탈리아와 서독 간의 준결승전에도 출전했다. 비록 3골을 망설임과 고민으로 머뭇거리면서 실점했지만, 알베르토시는 경기 막판에 여러 차례 몸을 날려 선방을 한 데에 찬사를 들었다. 그는 이 경기 도중 잔니 리베라를 질책한 것으로도 알려졌는데, 리베라가 공 정지 상황에서 범한 실책이 서독의 동점골로 이어졌기 때문이었다: 리베라는 잠깐 골문에서 떨어져 게르트 뮐러가 원하는 데로 이동할 수 있도록 견제를 받지 못했고, 추가골을 110분에 서독이 다시 성공시키며 경기가 3-3 동률로 진행되었다. 리베라는 몇 분 후 결승골을 성공시키며 결자해지를 했다. 알베르토시는 이후 1970년 월드컵 결승전에도 출전했지만, 브라질과의 경기에서 1-4로 패하면서 이탈리아는 대회를 준우승으로 마무리했다.

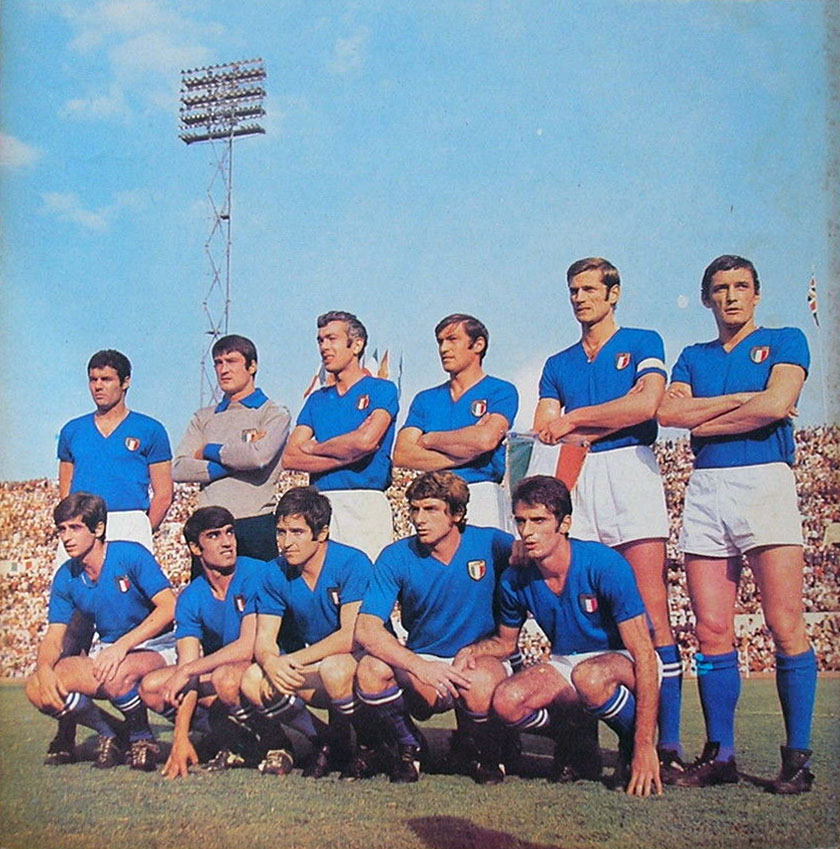
1969년, 이탈리아 국가대표팀의 알베르토시(뒷줄, 왼쪽에서 2번째)

알베르토시는 칠레에서 열린 1962년 월드컵에 페라리 감독의 부름을 받아 로렌초 부폰과 카를로 마트렐을 보좌할 후보 수문장으로 참가했고, 1974년 월드컵에서는 디노 초프의 잠재적 경쟁자로 간주되었고, 그는 이탈리아 감독의 선수단 순회 출전 원칙의 지속적인 변경에 따라 이탈리아의 주전 수문장 자리를 놓고 경쟁했다. 알베르토시는 유로 1968에서도 초프의 후보 수문장으로 참가했는데, 안방에서 열린 이 대회에서 이탈리아가 우승했고, 이후 초프와 1970년 월드컵 주전 수문장 자리를 놓고 경쟁했다. 그는 1978년 월드컵을 앞두고는 이탈리아의 제3 골키퍼 자리를 놓쳤다. 그러나, 그는 1961년부터 1972년까지 중에 직접 출전한 경우는 34번에 불과했다.

## 경기 방식
알베르토시는 신체적으로 강인하고, 괴짜이며, 그리고 운동신경이 뛰어난 골키퍼로 다혈질적이다. 그는 이탈리아 수문장들 중 역사에 손꼽히며, 당대 기술 및 심리적인 면에도 최고로도 평가되었다. 외향적인 선수로, 효율적이면서도 창의적인 골키퍼로, 반응력, 속도, 민첩함, 결정적이며, 운동신경이 뛰어나며, 놀라운 선방을 하는 능력이 있었다. 그러나, 그의 명성, 오랜 현역 생활, 그리고 전반적 꾸준함에도 불구하고, 간혹 효율이 떨어지고 정신적으로 흔들리기도 한 데에 비판을 받았고, 장난기 있고, 진지하지 못한 성격으로 한때 꾸준함을 반감시킨다는 평도 있었다.

## 수상

### 클럽
피오렌티나
- 코파 이탈리아: 1960–61, 1965–66
- 유러피언 컵위너스컵: 1960–61
- 미트로파컵: 1966

칼리아리
- 세리에 A: 1969–70

밀란
- 세리에 A: 1978–79
- 코파 이탈리아: 1976–77

### 국가대표팀
이탈리아
- 유럽 선수권 대회: 1968
- 월드컵 준우승: 1970

### 개인
- 피오렌티나 명예의 전당: 2018[14]